# Filippo del Belgio
Filippo (francese: Philippe Léopold Louis Marie, olandese: Filip(s) Leopold Lodewijk Maria; Bruxelles, 15 aprile 1960) è l'attuale re dei Belgi, salito al trono il 21 luglio 2013.
È il figlio primogenito di re Alberto II, a cui è succeduto dopo l'abdicazione di quest'ultimo per motivi di salute, e di Paola Ruffo di Calabria. Ha sposato la contessa Mathilde d'Udekem d'Acoz, da cui ha avuto quattro figli. La figlia maggiore, Elisabetta, è la prima in linea di successione.

## Biografia

### Nascita e battesimo

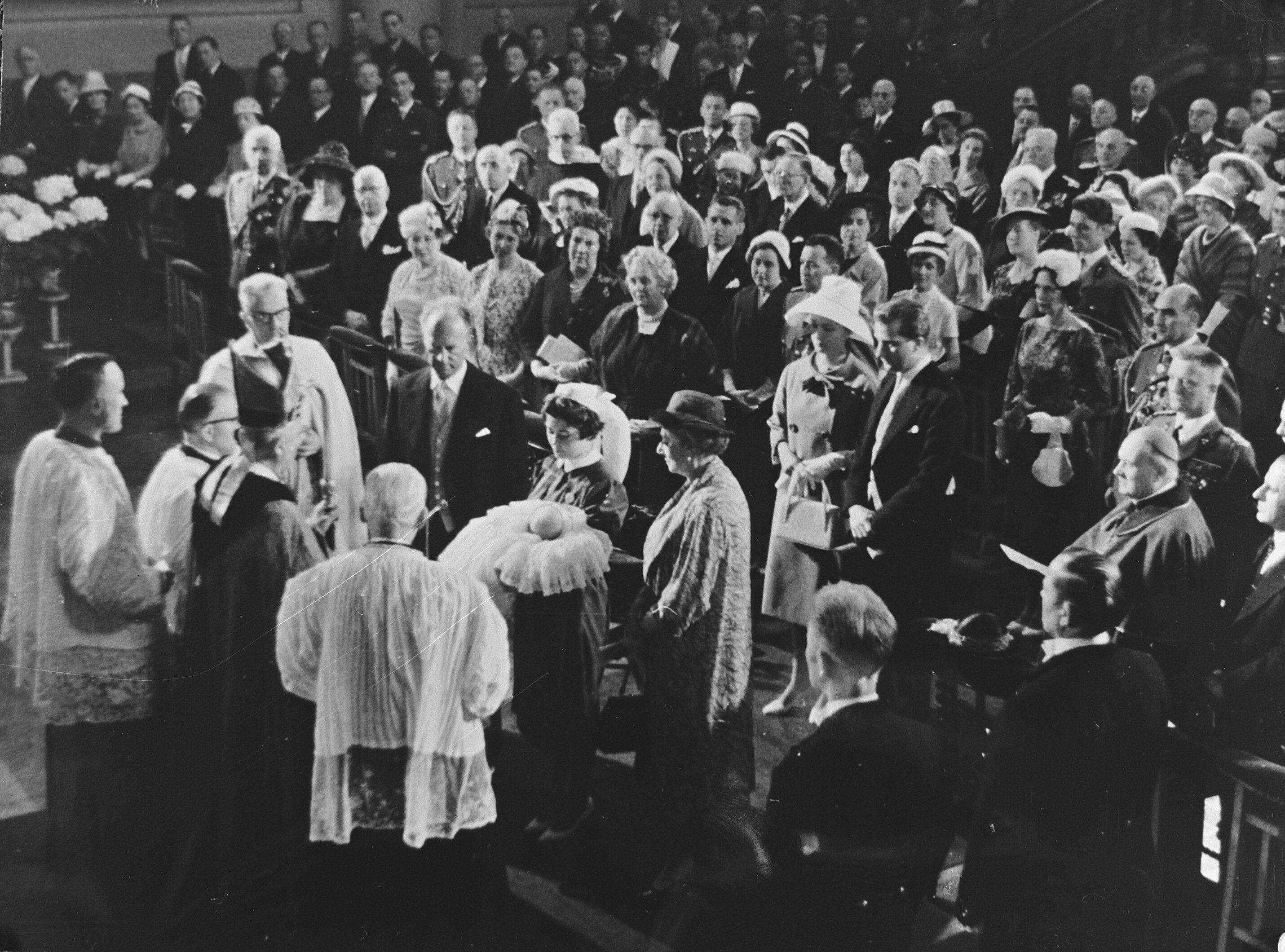
Il battesimo di Filippo del Belgio

Filippo è nato il 15 aprile 1960 nel Castello Belvedere a Laeken in Belgio ed è stato battezzato un mese dopo nella chiesa di Saint Jacques-sur-Coudenberg a Bruxelles. Il suo padrino e la sua madrina furono suo nonno paterno, il re Leopoldo III, e sua nonna materna, Luisa Ruffo di Calabria.

### Istruzione

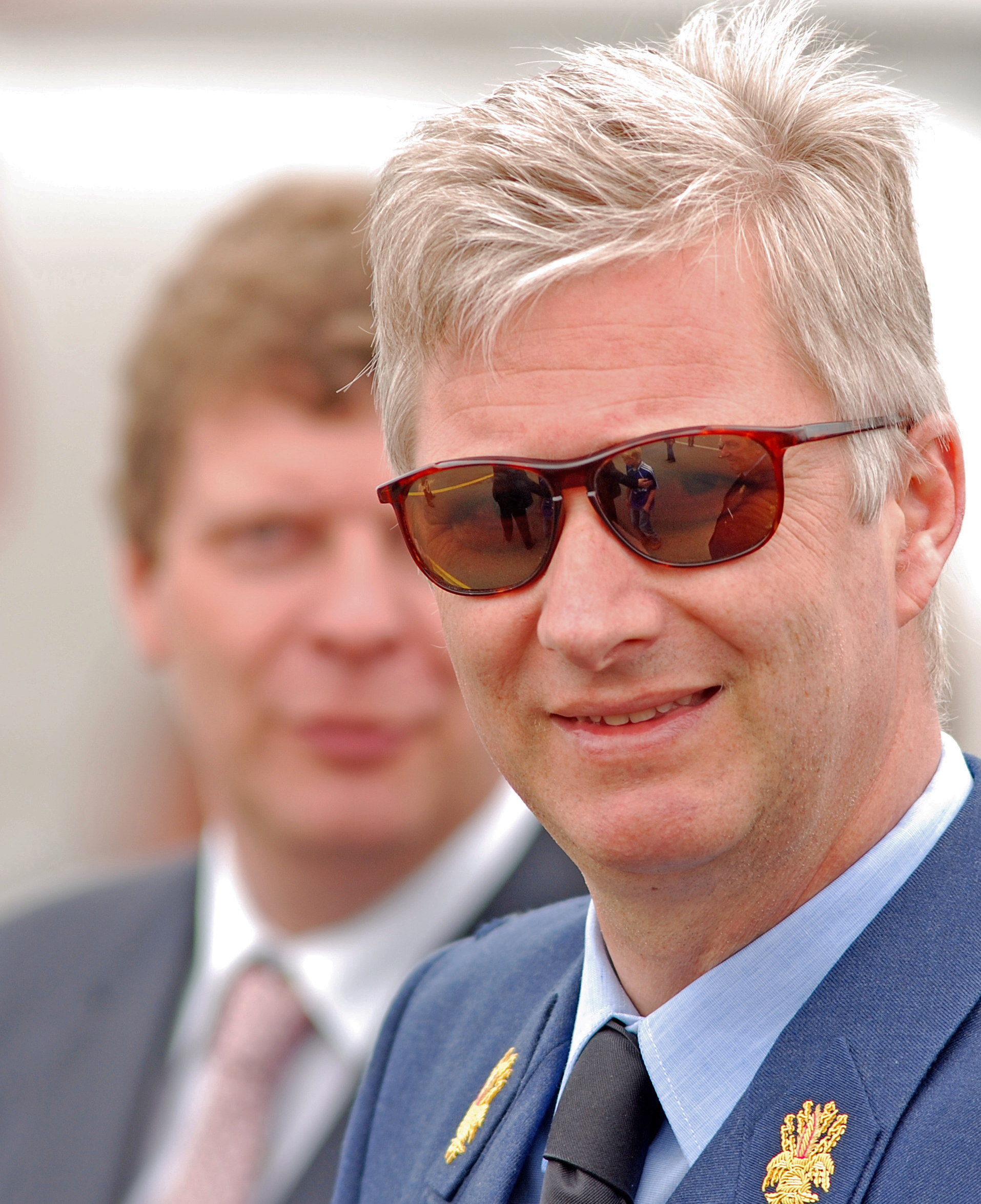
Filippo, maggior generale nella componente aerea (2008)

L'allora principe Filippo ha ricevuto la sua educazione primaria e tre anni di istruzione secondaria presso il Collège Saint-Michel d'Etterbeek.
Dal 1978 al 1981 il re Filippo ha frequentato l'accademia reale militare belga nel 118° "Promotion Toutes Armes". Il 26 settembre 1980 è stato nominato sottotenente e ha prestato giuramento come ufficiale. Nel 1982, il brevetto di pilota di caccia e poi quello da paracadutista. Ha continuato il suo percorso educativo al Trinity College a Oxford e ha frequentato la scuola di specializzazione alla Stanford University in California, dove si è laureato il 1985 con un Master of Arts in scienze politiche.
Nel 1989 ha frequentato una serie di sessioni speciali presso il Regio Istituto Superiore della Difesa. Lo stesso anno è stato promosso a colonnello. Il 25 marzo 2001 il principe è stato nominato al grado di maggior generale nella componente terrestre e nella componente aerea e al grado di retroammiraglio nella componente marittima.

### Duca di Brabante
Dopo la morte del re Baldovino il 31 luglio 1993 e l'ascesa al trono di suo padre il 9 agosto, Filippo divenne principe ereditario e ricevette il titolo di duca di Brabante.
Come è consuetudine, il principe ereditario ha prestato giuramento il 21 giugno 1994 come senatore di diritto e qualche anno dopo è stato raggiunto dalla sorella, la principessa Astrid e dal fratello, il principe Laurent. Ogni anno presiede diverse missioni economiche di diversi giorni all'estero. La presenza del figlio del re a capo di una delegazione facilita la firma dei contratti e offre una maggiore copertura mediatica alle aziende belghe, principalmente nei paesi visitati.
Succede al padre come presidente onorario dell'Ufficio per il commercio estero belga (OBCE). A seguito della parziale regionalizzazione del commercio estero e della scomparsa dell'OBCE, il 3 maggio 2003 il principe Filippo è stato nominato presidente onorario della nuova agenzia per il commercio estero.
Dall'ottobre 1993 al maggio 1997, il principe Filippo ha assunto la presidenza del Consiglio nazionale per lo sviluppo sostenibile, creato in seguito alla conferenza di Rio. Quando, nel 1997, questa istituzione è stata trasformata in Consiglio federale per lo sviluppo sostenibile, ne ha accettato la presidenza onoraria.
Dal 2000, il principe Filippo ha concesso il suo alto patrocinio alla ONG Plan International Belgium.  Nel settembre 2002 ha presieduto, con il primo ministro Guy Verhofstadt, la delegazione belga al vertice delle Nazioni Unite sullo sviluppo sostenibile a Johannesburg, in Sudafrica. Il principe è anche presidente onorario della International Polar Foundation, dell'Amicale Nationale Para-Commando e della Bio, società di investimento belga per i paesi in via di sviluppo.
Nel 2002 ha ricevuto una Laurea honoris causa dalla Katholieke Universiteit Leuven.

### Matrimonio

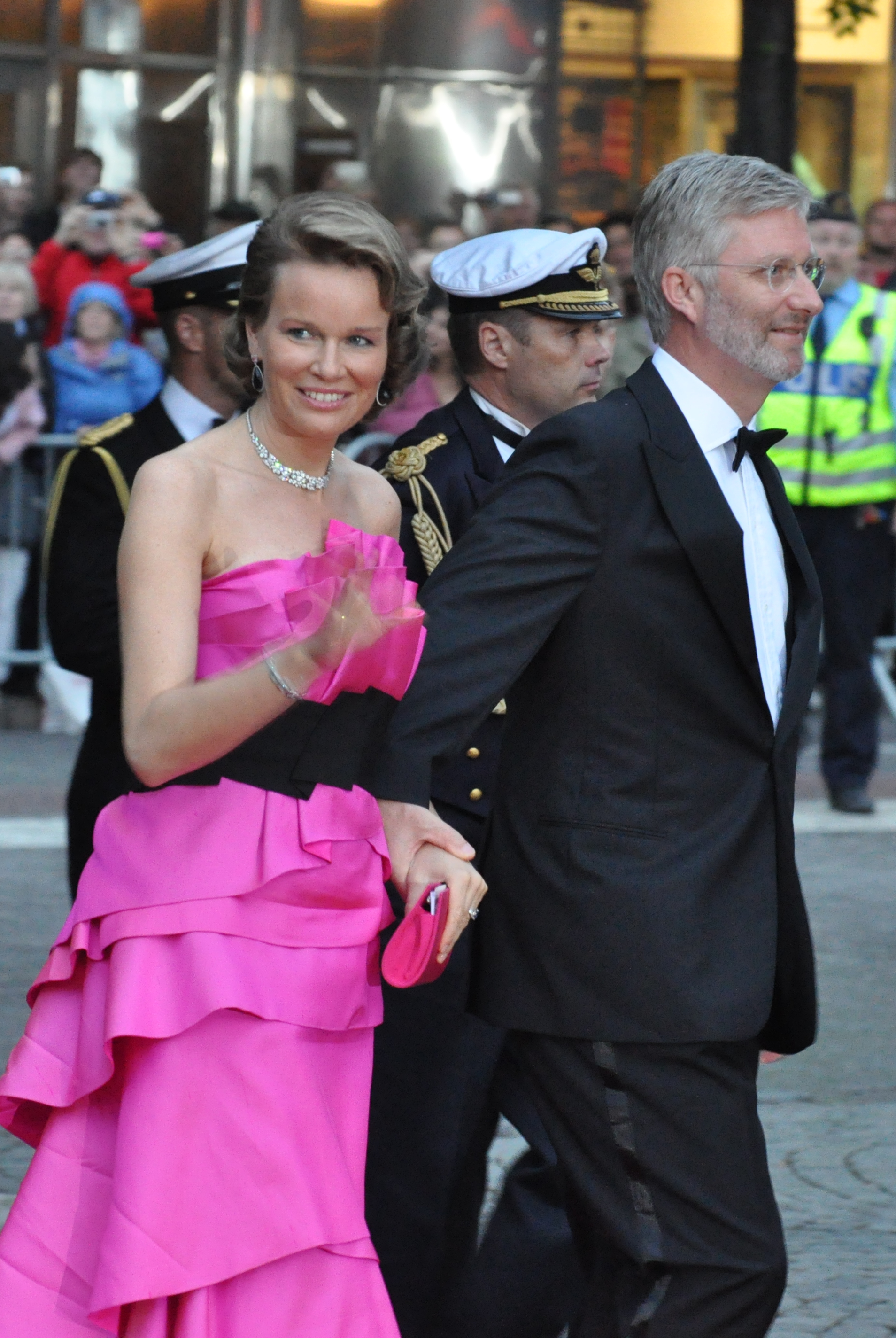
Filippo del Belgio e Mathilde d'Udekem d'Acoz a Stoccolma nel 2010

Il 4 dicembre 1999, a Bruxelles, con rito civile nel municipio di Bruxelles e con rito religioso nella Concattedrale di San Michele e Santa Gudula, Filippo ha sposato Mathilde d'Udekem d'Acoz, figlia di un conte vallone di nobile famiglia belga e discendente in linea femminile di nobili famiglie polacche come i principi Sapieha e i conti Komorowski.

### Re del Belgio

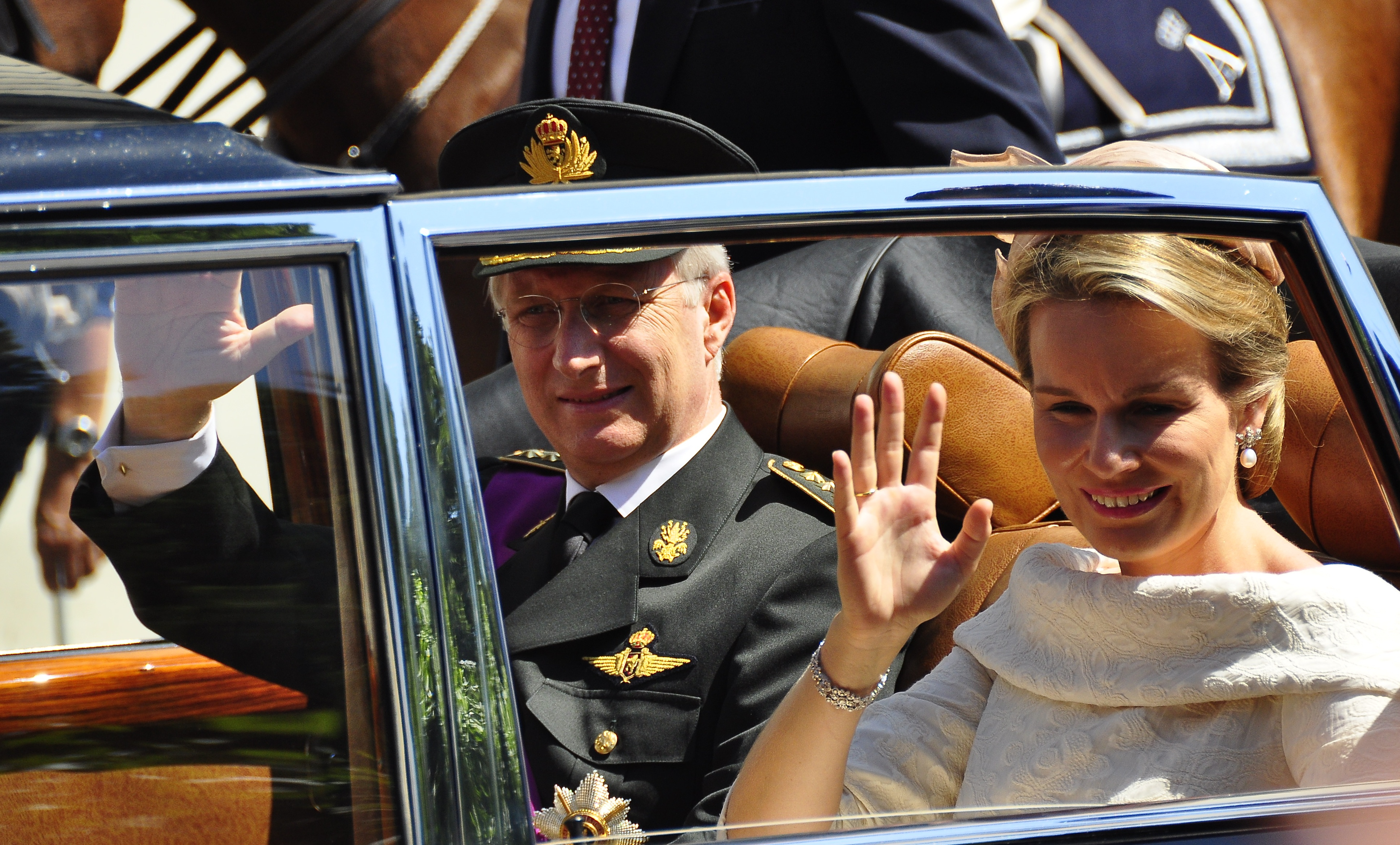
Il re Filippo e la regina Matilde dopo il giuramento di Filippo come nuovo sovrano belga

Il 3 luglio 2013 il re Alberto II ha annunciato la sua intenzione di abdicare in favore del figlio Filippo il successivo 21 luglio. 90 minuti dopo l'abdicazione del padre, Filippo ha prestato giuramento come re dei Belgi.
Ha fatto il suo primo viaggio all'estero come re con la regina Matilde l'8 novembre 2013 nei Paesi Bassi. Fu ricevuto al Palazzo Noordeinde dal re Guglielmo Alessandro e dalla regina Máxima e fu il primo re belga nella storia a visitare gli Stati Generali, il parlamento dei Paesi Bassi.
Filippo ha svolto un ruolo preminente nella formazione di un governo di coalizione dopo le elezioni parlamentari del 2014. Gli incontri politici con il re sono stati spostati dal Castello di Laeken al Palazzo reale di Bruxelles.
Durante il suo regno ha accolto diversi capi di stato stranieri, tra cui il presidente cinese Xi Jinping nel 2014, i presidenti degli Stati Uniti Barack Obama nel 2014 (due volte), Donald Trump nel 2017 e Joe Biden nel 2021, nonché il re Abd Allah II di Giordania nel 2016.

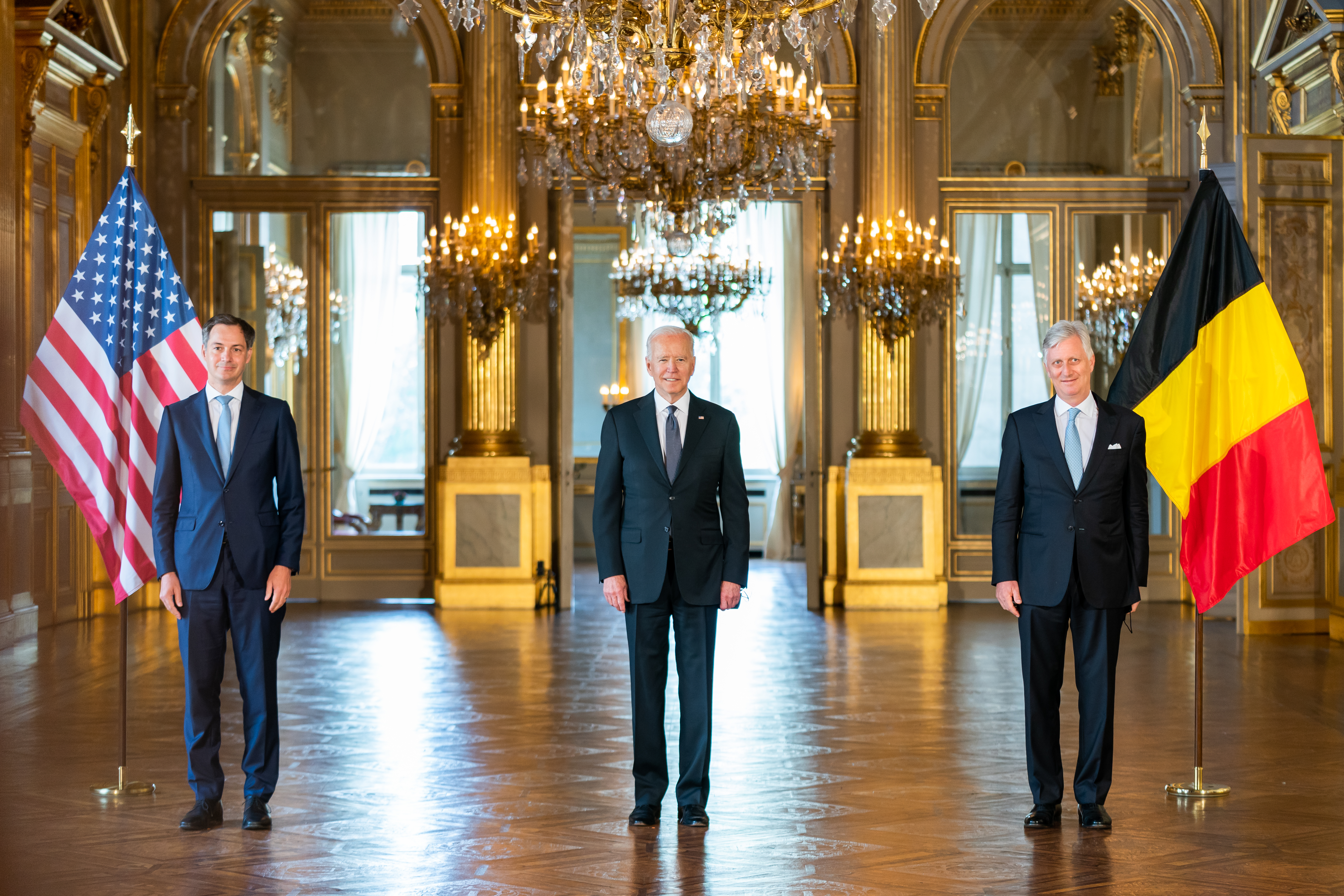
L'incontro tra il re Filippo, il primo ministro belga Alexander De Croo e il presidente degli Stati Uniti Joe Biden nel 2021

Dopo gli attacchi terroristici di Bruxelles e Zaventem del 22 marzo 2016, si è rivolto a tutti i belgi sui media nazionali.
Nel maggio del 2019 il re ha incontrato il presidente del Vlaams Belang Tom Van Grieken; questa è stata la prima volta che il partito ha ricevuto un'udienza reale.

#### Relazioni con il Congo

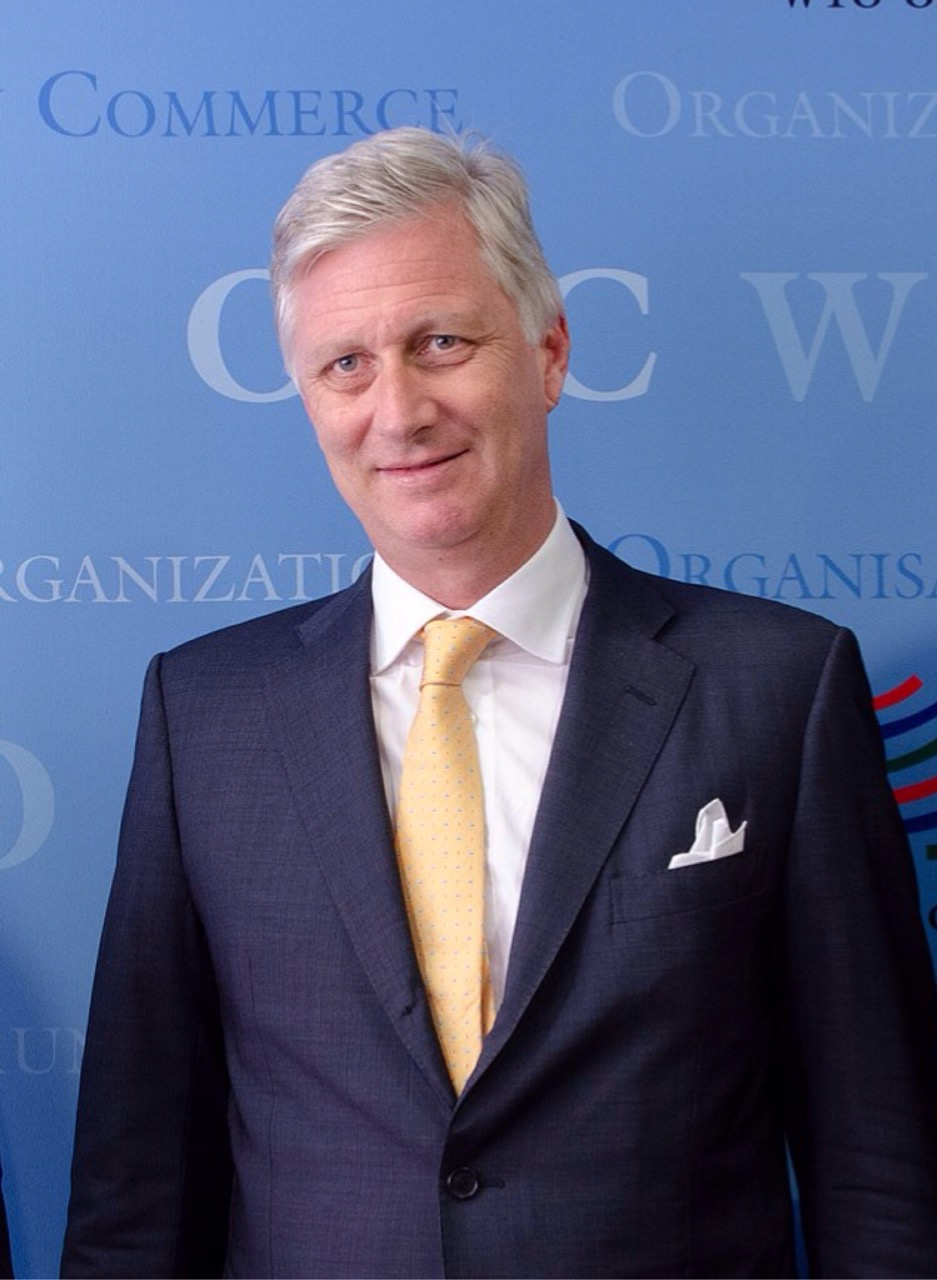
Filippo del Belgio nel 2019

Nel 2020, Filippo ha chiesto ufficialmente scusa per gli "atti di violenza e crudeltà" commessi durante il dominio coloniale belga dello Stato Libero del Congo. L'8 giugno 2022, re Filippo ha ribadito il suo "più profondo rammarico per le ferite" inflitte al Congo durante il periodo coloniale durante un discorso pronunciato a Kinshasa. Durante questo secondo viaggio, il re si è recato al Museo Nazionale della Repubblica Democratica del Congo (MNRDC), dove discusse la questione della restituzione degli oggetti d'arte sottratti durante l'era coloniale, stimata in circa 84.000 oggetti. In questa occasione, il sovrano prestò per un periodo illimitato al museo una maschera gigante chiamata kakuungu, che veniva utilizzata per i riti di iniziazione e guarigione dell'etnia Suku, precedentemente esposta al Museo reale per l'Africa Centrale in Belgio.

## Discendenza
Dal matrimonio tra Filippo e Mathilde d'Udekem d'Acoz sono nati quattro figli:
- Elisabetta, duchessa di Brabante (nata il 25 ottobre 2001);
- Gabriele, principe del Belgio (nato il 20 agosto 2003);
- Emanuele, principe del Belgio (nato il 4 ottobre 2005);
- Eleonora, principessa del Belgio (nata il 16 aprile 2008).

Nel 1991 è stata abolita la legge salica e introdotta la primogenitura assoluta, permettendo alle principesse del Belgio di ascendere al trono e di avere la precedenza sui maschi secondo il naturale ordine di età. La principessa Elisabetta, primogenita della coppia, è la prima nella linea di successione al trono, prima dei suoi fratelli e di sua sorella, che sono al secondo, terzo e quarto posto nella successione.

## Titoli, trattamento e stemma

### Titoli e trattamento
- 15 aprile 1960 – 9 agosto 1993: Sua Altezza Reale, il principe Filippo del Belgio
- 9 agosto 1993 – 21 luglio 2013: Sua Altezza Reale, il Duca di Brabante
- 21 luglio 2013 – in carica: Sua Maestà, il Re dei Belgi

### Stemma e stendardo
Dal 12 luglio 2019, per decreto del re Filippo, lo stemma reale si differenzia da quello dello stato grazie all'aggiunta, sul tutto, dello scudo familiare dei Wettin, casata del re, rimosso dopo la prima guerra mondiale in quanto stemma anche della Sassonia. Viene aggiunta anche la ripetizione del motto nazionale nelle tre lingue ufficiali francese, tedesco e olandese. 

Stemma del re dal 1921 al 2019.
Stemma attuale.
Stendardo di Filippo del Belgio.

## Ascendenza
|                                    |                                            |                                               | Genitori                               |  |  | Nonni |  |  | Bisnonni             |  |  | Trisnonni          |  |
|                                    |                                            |                                               |                                        |  |  |       |  |  | Alberto I del Belgio |  |  | Filippo del Belgio |  |
|                                    |                                            |                                               |                                        |  |  |       |  |  | Alberto I del Belgio |  |  | Filippo del Belgio |  |
|                                    |                                            | Maria di Hohenzollern-Sigmaringen             |                                        |  |  |       |  |  | Alberto I del Belgio |  |  |                    |  |
| Leopoldo III del Belgio            |                                            |                                               |                                        |  |  |       |  |  | Alberto I del Belgio |  |  |                    |  |
|                                    |                                            | Elisabetta di Baviera                         | Carlo Teodoro in Baviera               |  |  |       |  |  |                      |  |  |                    |  |
|                                    |                                            | Elisabetta di Baviera                         | Carlo Teodoro in Baviera               |  |  |       |  |  |                      |  |  |                    |  |
|                                    |                                            | Elisabetta di Baviera                         | Maria José di Braganza                 |  |  |       |  |  |                      |  |  |                    |  |
| Alberto II del Belgio              |                                            | Elisabetta di Baviera                         |                                        |  |  |       |  |  |                      |  |  |                    |  |
|                                    |                                            | Carlo di Svezia                               | Oscar II di Svezia                     |  |  |       |  |  |                      |  |  |                    |  |
|                                    |                                            | Carlo di Svezia                               | Oscar II di Svezia                     |  |  |       |  |  |                      |  |  |                    |  |
|                                    |                                            | Carlo di Svezia                               | Sofia di Nassau                        |  |  |       |  |  |                      |  |  |                    |  |
| Astrid di Svezia                   |                                            | Carlo di Svezia                               |                                        |  |  |       |  |  |                      |  |  |                    |  |
|                                    |                                            | Ingeborg di Danimarca                         | Federico VIII di Danimarca             |  |  |       |  |  |                      |  |  |                    |  |
|                                    |                                            | Ingeborg di Danimarca                         | Federico VIII di Danimarca             |  |  |       |  |  |                      |  |  |                    |  |
|                                    |                                            | Ingeborg di Danimarca                         | Luisa di Svezia                        |  |  |       |  |  |                      |  |  |                    |  |
| Filippo del Belgio                 |                                            | Ingeborg di Danimarca                         |                                        |  |  |       |  |  |                      |  |  |                    |  |
|                                    | Principe Fulco Beniamino Ruffo di Calabria | Principe Fulco Ruffo di Calabria-Santapau     |                                        |  |  |       |  |  |                      |  |  |                    |  |
|                                    | Principe Fulco Beniamino Ruffo di Calabria | Principe Fulco Ruffo di Calabria-Santapau     |                                        |  |  |       |  |  |                      |  |  |                    |  |
|                                    | Principe Fulco Beniamino Ruffo di Calabria | Eleonora Galletti dei marchesi di San Cataldo |                                        |  |  |       |  |  |                      |  |  |                    |  |
| Principe Fulco Ruffo di Calabria   | Principe Fulco Beniamino Ruffo di Calabria |                                               |                                        |  |  |       |  |  |                      |  |  |                    |  |
|                                    |                                            | Laura Mosselman du Chenoy                     | Theodore Mosselman du Chenoy           |  |  |       |  |  |                      |  |  |                    |  |
|                                    |                                            | Laura Mosselman du Chenoy                     | Theodore Mosselman du Chenoy           |  |  |       |  |  |                      |  |  |                    |  |
|                                    |                                            | Laura Mosselman du Chenoy                     | Isabelle dei Conti Coghen              |  |  |       |  |  |                      |  |  |                    |  |
| Paola Ruffo di Calabria            |                                            | Laura Mosselman du Chenoy                     |                                        |  |  |       |  |  |                      |  |  |                    |  |
|                                    |                                            | Augusto Gazzelli dei conti di Rossana         | Conte Calisto Gazelli di Rossana       |  |  |       |  |  |                      |  |  |                    |  |
|                                    |                                            | Augusto Gazzelli dei conti di Rossana         | Conte Calisto Gazelli di Rossana       |  |  |       |  |  |                      |  |  |                    |  |
|                                    |                                            | Augusto Gazzelli dei conti di Rossana         | Francesca Cotti dei conti di Ceres     |  |  |       |  |  |                      |  |  |                    |  |
| Luisa Gazelli dei Conti di Rossana |                                            | Augusto Gazzelli dei conti di Rossana         |                                        |  |  |       |  |  |                      |  |  |                    |  |
|                                    |                                            | Maria dei Conti Rignon                        | Conte Felice Rignon                    |  |  |       |  |  |                      |  |  |                    |  |
|                                    |                                            | Maria dei Conti Rignon                        | Conte Felice Rignon                    |  |  |       |  |  |                      |  |  |                    |  |
|                                    |                                            | Maria dei Conti Rignon                        | Luisa Perrone dei Conti di San Martino |  |  |       |  |  |                      |  |  |                    |  |
|                                    |                                            | Maria dei Conti Rignon                        |                                        |  |  |       |  |  |                      |  |  |                    |  |

### Ascendenza patrilineare
1. Dedi di Hassegau (+ 957)
2. Teodorico I di Liesgau (910 circa-976)
3. Dedi I (950 circa-1009), conte di Merseburgo
4. Teodorico II di Wettin (989 ca.-1034), margravio della Bassa Lusazia
5. Thimo di Wettin, (1010 circa-1090/1091 o 1100 circa) conte di Wettin e Brehna
6. Corrado il Grande (1097 circa-1157), margravio di Meißen
7. Ottone II di Meißen (1125-1190), margravio di Meißen
8. Teodorico I di Meißen (1162-1221), margravio di Meißen
9. Enrico III di Meißen (1218-1288), margravio di Meißen e langravio di Turingia
10. Alberto II di Meißen (1240-1314), margravio di Meißen, langravio di Turingia e conte palatino di Sassonia
11. Federico I di Meißen (1257-1323), margravio di Meißen e langravio di Turingia
12. Federico II di Meißen (1310-1349), margravio di Meißen
13. Federico III di Meißen (1332-1381), langravio di Turingia e margravio di Meißen
14. Federico I di Sassonia (1370-1428), marchese di Meißen, langravio di Turingia e principe elettore di Sassonia
15. Federico II di Sassonia (1412-1464), principe elettore di Sassonia, marchese di Meißen e conte di Turingia
16. Ernesto di Sassonia (1441-1486), principe elettore di Sassonia
17. Giovanni di Sassonia (1468-1532), principe elettore di Sassonia
18. Giovanni Federico I, elettore di Sassonia (1503-1554)
19. Giovanni Guglielmo, duca di Sassonia-Weimar (1530 – 1573)
20. Giovanni di Sassonia-Weimar (1570-1605), duca di Sassonia-Weimar e di Jena
21. Ernesto I di Sassonia-Gotha-Altenburg (1601-1675), duca di Sassonia-Gotha e duca di Sassonia-Altenburg
22. Giovanni Ernesto di Sassonia-Coburgo-Saalfeld (1658 – 1729), duca di Sassonia-Coburgo-Saalfeld
23. Francesco Giosea, duca di Sassonia-Coburgo-Saalfeld (1697-1764)
24. Ernesto Federico, duca di Sassonia-Coburgo-Saalfeld (1724-1800)
25. Francesco, duca di Sassonia-Coburgo-Saalfeld (1750-1806)
26. Leopoldo I del Belgio (1790-1865), re del Belgio
27. Filippo del Belgio, conte di Fiandra
28. Alberto I del Belgio (1875-1934), re del Belgio
29. Leopoldo III del Belgio (1901-1983), re del Belgio
30. Alberto II del Belgio (* 1934), re del Belgio
31. Filippo del Belgio (* 1960), re del Belgio